# Ulrike Renk
Ulrike Renk (* 25. Januar 1967 in Detmold als Ulrike Loefke) ist eine deutsche Schriftstellerin.

## Leben
Renk wuchs in Dortmund auf und studierte Anglistik, Literaturwissenschaften und Soziologie an der RWTH Aachen. Sie lebt mit ihren vier Kindern in Krefeld und arbeitet als Autorin von Kriminal- und Historienromanen, Herausgeberin und Lektorin. Ulrike Renk ist Mitherausgeberin der Anthologie der Autoren und war Mitglied bei den 42er Autoren.

## Bücher als Autorin
- Seidenstadt-Leichen. Leporello, Krefeld 2005, ISBN 3-936783-12-8 (Niederrhein-Krimi).
- Seidenstadt-Morde. Leporello, Krefeld 2006, ISBN 3-936783-17-9 (Niederrhein-Krimi).
- Killer, Küche, Knast. Der Krimi mit den todsicheren Rezepten. mit Ina Coelen. Leporello, Krefeld 2006, ISBN 3-936783-18-7 (Niederrhein-Krimi).
- Tödliches Dinner. mit Ina Coelen. Leporello, Krefeld 2007, ISBN 978-3-936783-23-0 (Niederrhein-Krimi).
- Seidenstadt-Sumpf. Leporello, Krefeld 2007, ISBN 978-3-936783-20-9 (Niederrhein-Krimi).
- Seidenstadt-Schweigen. Leporello, Krefeld 2008, ISBN 978-3-936783-26-1 (Niederrhein-Krimi).
- Echo des Todes. Aufbau, Berlin 2009, ISBN 978-3-7466-2549-2 (Eifelthriller). Lizenzausgabe: Echo des Todes. RM-Buch-und-Medien-Vertrieb, Rheda-Wiedenbrück 2013 (Heimatkrimis).
- Lohn des Todes. Aufbau, Berlin 2010, ISBN 978-3-7466-2665-9 (Eifelthriller). Lizenzausgabe: Lohn des Todes. Weltbild, Augsburg (2014? Heimatkrimis/Sammler-Editionen).
- Die Frau des Seidenwebers. Aufbau, Berlin 2010, ISBN 978-3-7466-2618-5 (historischer Roman).
- Schokolade ist auch nur Gemüse. mit Silke Porath (= Amelie. Band 2). Schwarzkopf & Schwarzkopf, Berlin 2011, ISBN 978-3-86265-089-7 (Roman).
- Rheinische Morde. Geschichten mit Elsbeth und Gerda. amative, Arnsberg 2011, ISBN 978-3-942869-01-0.
- Die Heilerin. Aufbau, Berlin 2011, ISBN 978-3-7466-2685-7 (historischer Roman)
- Seidenstadtblues. Emons, Köln 2012, ISBN 978-3-89705-991-7 (Niederrhein-Krimi)
- Die Seidenmagd. Aufbau, Berlin 2012, ISBN 978-3-7466-2843-1 (historischer Roman)
- Salat muss durchs Kaninchen. mit Silke Porath (= Amelie. Band 14). Schwarzkopf & Schwarzkopf, Berlin 2013, ISBN 978-3-86265-254-9 (Roman).
- Seidenstadtrache. Emons, Köln 2013, ISBN 978-3-95451-182-2 (Niederrhein-Krimi).
- Die Australierin. Von Hamburg nach Sydney. Aufbau, Berlin 2013, ISBN 978-3-7466-3002-1 (historischer Roman).
- Liebe ist keine Primzahl. Schwarzkopf & Schwarzkopf, München 2014, ISBN 978-3-86265-345-4 (Herzklopfen und so).
- Kochen ist meine Kunst. Für Freunde der feinen Küche. Pattloch, München 2014, ISBN 978-3-629-11061-9 (Liebhaber).
- Weihnachtsgeschichten vom Niederrhein. Wartberg, Gudensberg 2015, ISBN 978-3-8313-2747-8 (Erlebnisbericht).
- Krefeld - einfach Spitze! 100 Gründe, stolz auf diese Stadt zu sein. Wartberg, Gudensberg 2015, ISBN 978-3-8313-2903-8 (Führer).
- Die australischen Schwestern. Aufbau, Berlin 2015, ISBN 978-3-7466-3120-2 (Roman).
- Das Versprechen der australischen Schwestern. Aufbau, Berlin 2016, ISBN 978-3-7466-3211-7 (Roman).
- Das Lied der Störche. Aufbau, Berlin 2017, ISBN 978-3-7466-3246-9 (Roman).
- Die Jahre der Schwalben. Berlin 2017, ISBN 978-3-7466-3351-0 (Roman).
- Die Zeit der Kraniche. Aufbau, Berlin 2018 (Roman)
- Jahre aus Seide. Aufbau, Berlin 2018, ISBN 978-3-7466-3441-8 (Roman)

Reihe Eine Familie in Berlin
- Paulas Liebe, Aufbau Taschenbuch, Berlin 2021, ISBN 978-3-7466-3555-2
- Ursula und die Farben der Hoffnung, Aufbau Taschenbuch, Berlin 2022, ISBN 978-3-7466-3764-8
- Ursula und die Wege der Liebe, Aufbau Taschenbuch, Berlin 2022, ISBN 978-3-7466-3765-5
- Fine und die Zeit der Veränderung, Aufbau Taschenbuch, Berlin 2023, ISBN 978-3-7466-3864-5

## E-Books als Autorin
- Das Miezhaus. Droemer Knaur, Berlin 2014, ISBN 978-3-426-42524-4 (feelings).
- Die australischen Schwestern. Aufbau, Berlin 2015, ISBN 978-3-945797-09-9 (Roman).

## Bücher als Herausgeberin
- mit Robert Herbig: Mörderisch! Anthologie der Autoren. Web-Site-Verlag, Ebersdorf 2005, ISBN 3-935982-38-0.
- mit Werner Coelen: Mords-Niederrhein. Krefelder Kurzkrimi-Preis, Leporello, Krefeld 2007, ISBN 978-3-936783-22-3.

## Tonträger
- Echo des Todes. Hörbuch, 9 CDs und 1 MP3-CD, Laufzeit 10:35 h, ungekürzte Lesung von Ursula Berlinghof, TechniSat Digital, Radioropa, Daun 2009, ISBN 978-3-8368-0473-8 (Eifelthriller)